# Paradidyma albifacies
Paradidyma albifacies là một loài ruồi trong họ Tachinidae.